# 秦野たばこ祭
秦野たばこ祭（はだのたばこまつり）は、神奈川県秦野市で毎年9月に開催される祭。2日間にわたり市中パレードや打上花火などが実施され、かつて全国三大銘葉の一つに数えられ秦野を発展させた葉たばこ耕作の記憶を今に伝えている。第76回（2023年）は35万9000人以上が来場。

## 概要
名物のジャンボ火起こし綱引きコンテストやたばこ音頭パレード、弘法の火祭のほか、コンサート、はだのよさこい踊りなどが催され、フィナーレに弘法山公園から花火が打ち上げられる。多数の地元市民団体や学生グループが参加するほか、秦野ふるさと大使や秦野市の姉妹都市による演目も実施される。例年9月最終土曜・日曜日の2日間で行われる。
1948年（昭和23年）10月1日・2日、神奈川県煙草耕作組合連合会の創立25周年の記念事業の一つとして実施された「タバコ耕作者の慰労会」から始まり、これを第1回たばこ祭としている。第1回は秦野専売支局収納場（現在のイオン秦野店の敷地）において、たばこ耕作者やその家族1万人を招待し、歌舞伎鑑賞・芸者の踊りなどを催した。
メインイベントとして、市内を巡回するフロート車によるパレード（後述）が行われていたが、
制作費の負担や人手不足などを理由に第61回〜64回までの間、一時休止になった。しかし第65回に復活することが、2010年5月10日の会議で決定した。なお、会議の中ではフロート関係者の多くは、祭のなかで行なわれる「ねぶた」を廃止してでも復活させるべき、という意見が多かった。

## 歴史
- 1948年（昭和23年）10月1日・2日：第1回たばこ祭が開催される。主催は神奈川県たばこ耕作者連合会[5]。
- 1949年（昭和24年）第2回：たばこ娘コンテスト（後のミスたばこ）初開催。県内から募集し、容姿だけでなく手先の器用さや葉たばこ耕作への関心等を基準に選定[7]。
- 1950年（昭和25年）第3回：秦野煙草音頭大会が初開催[8]（第50回からたばこ音頭パレード、第62回からたばこ音頭千人パレード[9]）。
- 1952年（昭和27年）第5回：主催が商工会議所に[5]。
- 1955年（昭和30年）1月1日：秦野町などが合併して秦野市が発足。
- 1956年（昭和31年）第9回：弘法の火祭、竿灯パレード（後のフロートパレードの原型）初開催[7]。祭のポスター原画を宮永岳彦が担当（第39回まで続く）[7]。
- 1957年（昭和32年）第10回：主催が秦野市に[5]。
- 1961年（昭和36年）第14回：例年7月に実施している曽屋神社例大祭の日程をずらし、たばこ祭と同時に開催する[10]。
- 1963年（昭和38年）第16回：ミスたばこを映画女優が務めるようになる（第49回まで続く）[4]。
- 1964年（昭和39年）第17回：ミスターたばこが始まり男性俳優が務める（第21回まで続く）[4]。
- 1965年（昭和40年）第18回：自衛隊戦車パレードと自衛隊防衛器具展示会[10]が実施される。小型戦車10台が参加[11]。以前から自衛隊の音楽隊は祭に参加しており、相模川以西の災害救援を担当する戦車部隊も同様に地域住民との融和を図りたいと申し出たものを、実行委員会が了承したことで実現した[10]。
- 1971年（昭和46年）第24回：花火大会が初めて実施される[5]。
- 1975年（昭和50年）第28回：歩行者天国が実施される[7]。
- 1982年（昭和57年）第35回：小田急のロマンスカー「たばこ祭号」が新宿駅-大秦野駅間で初めて運転される[5]。
- 1984年（昭和59年）：秦野における葉たばこ耕作が終了。
- 1987年（昭和62年）第40回：祭のテーマを「火」とし、「ジャンボ火起こし」が初めて実施される[5]。
- 1988年（昭和63年）第41回：昭和天皇が入院したことを受けて開催自粛[4]。
- 2006年（平成18年）第59回：はだのよさこい踊りが始まる[4]。
- 2020年（令和2年）第73回、2021年（令和3年）第74回：新型コロナウイルス感染症拡大により開催を断念して代替事業を実施。密を避けながら打上花火やたばこ祭の資料展が実施された[12][13][14][15]。
- 2022年（令和4年）第75回：新型コロナウイルス感染症への対策として、飲食を伴う出店を行わないなど規模を縮小した形で開催された[16]。

## 「たばこ」の名称と祭の存続
1970年代、喫煙による健康被害への認識の高まりにより、祭の名称を変えるべきだとの議論に発展した。一方、現在の祭はたばこの喫煙を奨める趣旨ではなく、たばこ栽培やその技術の発展、栽培者の努力が市の発展を支えたことを伝えるものであり、その必要はないというのが実行委員会の見解である。
1984年（昭和59年）、秦野市における葉たばこの耕作が終了した。1985年の市政モニター調査や市民意識調査におけるたばこ祭の存続についての集計調査では約半数が「そのまま継続」、残りの半数が「名称変更」「内容の変更」「廃止」と、意見が二分した。同年、秦野市では今後の名称や内容についての検討をするために、市民団体や市民らによる検討委員会を設置。翌1986年に検討委員会は「『見る祭り』から『参加する祭り』・『民間主導の祭り』への改善が必要」と市長へ提言し、「名称は市民の間に定着しており問題ない」との意見が大勢であるとの認識を示した。これを受け、たばこ祭はその名前を維持した形での存続が決定した。
近年でも日本禁煙学会が2007年、2008年に秦野市長ほかに宛てて、祭の名称の変更などを要請している。なお、秦野市の喫煙率は全国平均（2019年男性27.1%、女性7.6%）や神奈川県（同26.7%、8.5%）の喫煙率よりも低い水準（同20.9%、5.2%）で推移している。

## エピソード
- ウクライナのアーティスト達の「祭りが終わったら展示したいから送って欲しい」との希望から、秦野市内で活動する「アトリエＫＡＷＡＤＯ」を通じ、使用したらんたんをリヴィウのアートアカデミーに寄贈している。寄贈の際には、市内の子どもたちにより、ヒマワリやウクライナの国旗を随所に散りばめ、折り鶴と共に発送された[20]。

## ギャラリー
- オープニングパレード、秦野たばこ祭実行委員会会長の高橋昌和秦野市長（右）とはだのふるさと大使加藤優（左）、第77回
- ジャンボ火起こし綱引きコンテスト、第77回
- らんたん巡行フロート車パレード、第77回
- はだのふるさと大使の吉田栄作による はだのふるさとステージ、第77回
- 弘法の火祭で点火された松明、第77回
- 弘法山公園から上がる打上花火、第77回